# Heinrich Pette

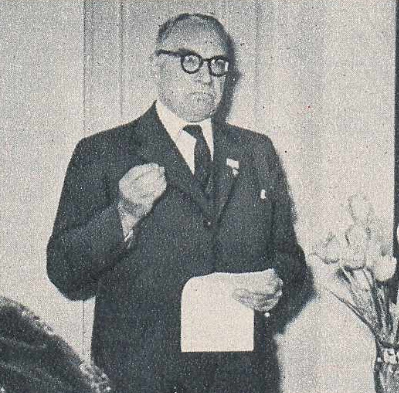
Heinrich Pette bei einer Konferenz in Rumänien (1957)

Heinrich Pette (* 23. November 1887 in Eickel; † 2. Oktober 1964 in Meran) war ein deutscher Arzt, Neurologe und Gründer des Heinrich-Pette-Instituts in Hamburg, welches aufgrund der Verstrickungen Pettes in den Nationalsozialismus 2022 in Leibniz-Institut für Virologie umbenannt wurde.

## Kindheit und Ausbildung
Heinrich Pette wurde am 23. November 1887 geboren. Nach der Schulzeit in Gelsenkirchen (Reifezeugnis 1907) studierte er Medizin in Marburg, München, Berlin und Kiel. Während seines Studiums wurde er Mitglied der AMV Fridericiana Marburg und der AMV Nordmark Hamburg. In Kiel wurde er 1912 mit einer im Pathologischen Institut angefertigten Dissertation Über Aneurysmen der Kleinhirnarterien promoviert. 1913 erhielt er die Approbation als Arzt. Die Einberufung als Marineassistenzarzt (MAssA) erfolgte 1914 kurz nach Ausbruch des Ersten Weltkriegs. Am 31. Dezember 1918 wurde er als Marinestabsarzt (MStA) der Reserve entlassen.

## Beruf
1919 arbeitete Pette als hospitierender Arzt, ab 1920 als erster Assistent der Neurologischen Klinik von Professor Max Nonne im Krankenhaus Hamburg-Eppendorf. 1922 wurde er Dozent für Neurologie, 1927 Professor. 1929 wechselte Pette als Direktor an die neu gegründete Städtische Nervenklinik in Magdeburg. Eineinhalb Jahre später kehrte er nach Hamburg zurück als Leiter der Neurologischen Abteilung im Allgemeinen Krankenhaus St. Georg.
Nach der „Machtergreifung“ der Nationalsozialisten trat er zum 1. Mai 1933 der NSDAP bei (Mitgliedsnummer 3.278.951). Pette trat auch dem NS-Ärztebund und dem NS-Lehrerbund bei. Am 11. November 1933 unterzeichnete er das Bekenntnis der deutschen Professoren zu Adolf Hitler. Im Juli 1934 trat er als planmäßiger Extraordinarius für Neurologie in Hamburg die Nachfolge seines Lehrers Max Nonne an. 1935 betonte er in seiner Antrittsvorlesung: „Zu den vordringlichsten Aufgaben einer neurologischen Klinik gehört die weitere Ausgestaltung einer auf Auslese gerichteten sozialen Hygiene“.

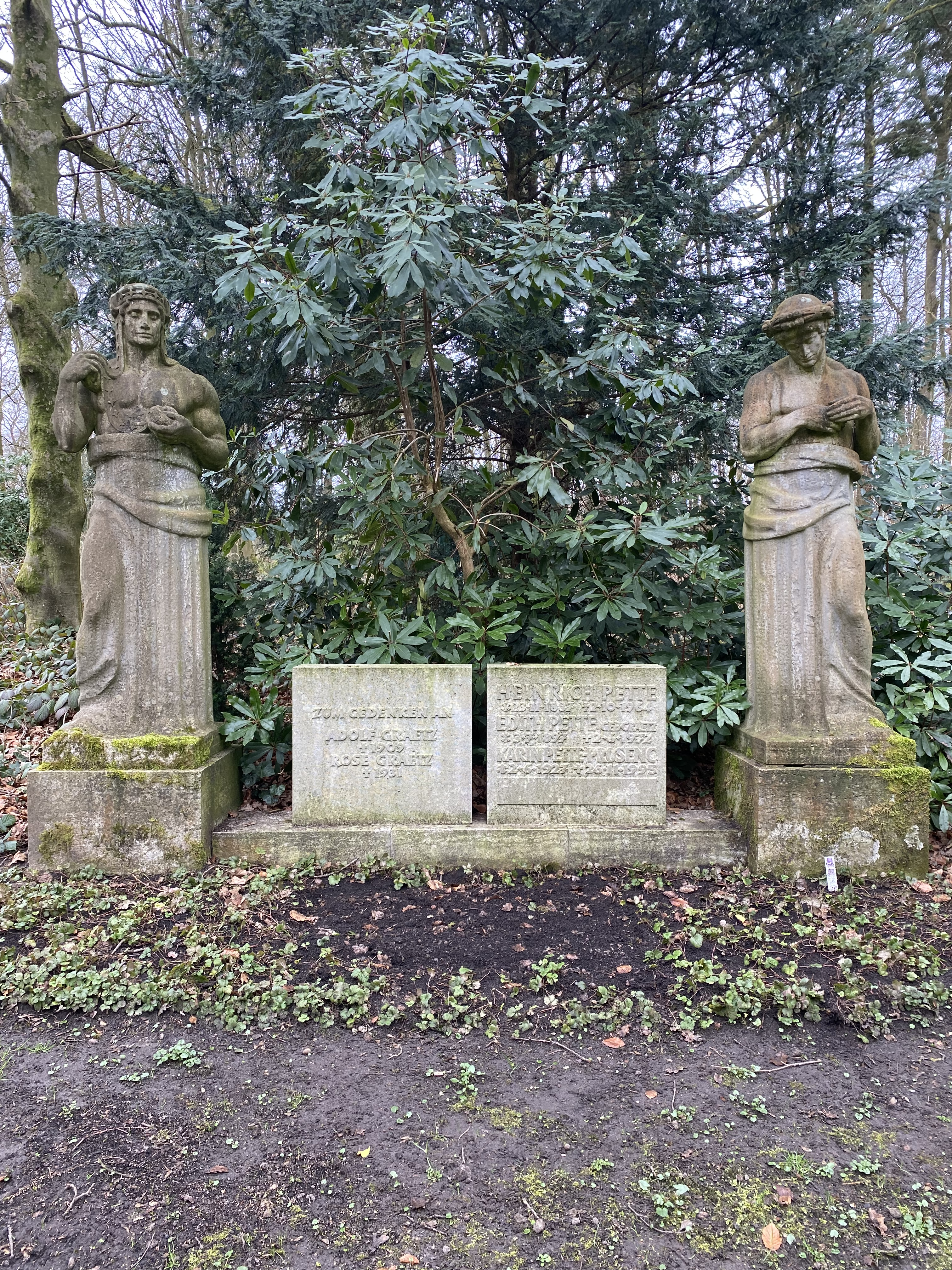
Grabstätte auf dem Waldfriedhof Wohldorf

Am 23. Oktober 1939 wurde Pette als Marine-Stabsarzt der Reserve zum Kriegsdienst einberufen. Neben seiner Tätigkeit als Direktor der Neurologischen Universitätsklinik im Eppendorfer Krankenhaus war er bis zum Kriegsende als beratender Neurologe der Marine tätig. Ab 1935 war er zusätzlich stellvertretender Vorsitzender der Gesellschaft Deutscher Neurologen und Psychiater.
Pette, Facharzt für Neurologie, war als Gutachter an Erbgesundheitsverfahren im Sinne des Erbgesundheitsgesetzes beteiligt. Ferner ist von einer Mitwisserschaft Heinrich Pettes von „Euthanasie“-Verbrechen auszugehen.
1947 erhielt er erneut einen Lehrstuhl. 1953 wurde er Vorsitzender der von ihm wiedergegründeten Deutschen Gesellschaft für Neurologie. Allerdings war er auch der Inneren Medizin verbunden, so dass er 1955 auch zum Präsidenten der Deutschen Gesellschaft für Innere Medizin gewählt wurde. Die Neurologische Klinik des Eppendorfer Krankenhauses leitete er bis zu seiner Emeritierung im Jahr 1958.
Kontakte zu einem nach 1945 unter falscher Identität praktizierenden Haupttäter, Werner Heyde, von Krankenmorden waren 1961 Gegenstand eines Untersuchungsausschusses des Schleswig-Holsteinischen Landtags.
Heinrich Pette starb am 2. Oktober 1964 in Meran auf der Reise zu einem Vortrag im Rahmen eines Europäischen Symposiums in Warschau. Seine letzte Ruhestätte erhielt er auf dem Hamburger Waldfriedhof Wohldorf.

## Wirken
Schon in seiner Habilitationsschrift befasste Pette sich mit der Enzephalitis, einem Thema, das er immer wieder aufgriff und dabei der Multiple Sklerose bzw. Entmarkungsencephalomyeltitis besondere Aufmerksamkeit widmete. Ab 1948 baute er ein Poliomyelitis-Forschungsinstitut in Hamburg auf, das nach seinem Tod bis 2021 seinen Namen trug: das Heinrich-Pette-Institut, Leibniz-Institut für Experimentelle Virologie.
In seiner Gedenkschrift Heinrich Pette – ein Leitbild schrieb sein Schüler Robert Charles Behrend (1982): „Die schöpferische Zeit Pettes umfasst annähernd 40 Jahre. Das sind gerade die vier Jahrzehnte, in denen sich die Neurologie von einer sich ursprünglich nur auf klinische und histologische Befunde stützenden Wissenschaft mit Hilfe anderer Disziplinen zu einem mehr oder weniger straffen Verbund neurologischer Wissenschaften (Neurological Sciences) entfaltete. Während dieser vier Dekaden hat Pette wie kein Neurologe vor ihm an der Steuerung dieser Entwicklung mit allen ihm zur Verfügung stehenden Registern seiner humanistisch geprägten Persönlichkeit mitgewirkt.“
Das wissenschaftliche Werk von Heinrich Pette ist in ca. 245 Publikationen in wissenschaftlichen Zeitschriften, Buch- und Handbuchartikeln, Kongressberichten und einer Monographie Die akut entzündlichen Erkrankungen des Nervensystems (Georg Thieme, Leipzig 1942) dokumentiert. Es behandelt fast alle Teilgebiete der Neurologie mit Schwerpunkt auf Arbeiten über die entzündlichen und infektiösen Erkrankungen des Nervensystems, insbesondere multiple Sklerose und neurovirale Erkrankungen. Eine ausführliche Würdigung dieser Arbeiten findet sich in Bauer (1965) und Behrend (1982).

## Familie
Heinrich Pette war ab dem 25. März 1926 mit der Ärztin Edith Graetz (geb. 3. Juli 1897 in Berlin, gest. am 2. Juni 1972 in Hamburg) verheiratet. Pette hatte seine spätere Ehefrau 1924 in einer Hamburger Klinik kennengelernt. Für die innerhalb der Familie Pette überlieferte Angabe, Edith Pette hätte jüdische Vorfahren gehabt und ihr Ehemann sei zu ihrem Schutz vor Ausgrenzung und Verfolgung in die NSDAP eingetreten, gibt es keine Belege. In Briefen an ihren Ehemann hätte sich Edith Pette 1941 kritisch zum Nationalsozialismus geäußert.
Das Ehepaar hatte vier Kinder, darunter den Biochemiker Dirk Pette (1933–2022). Während des Zweiten Weltkrieges lebte Edith Pette mit den Kindern der Familie in Garmisch-Partenkirchen. Sie unterstützte die Forschungstätigkeiten ihres Ehemannes durch Literaturrecherchen und andere Beiträge. Von 1955 bis 1970 war sie geschäftsführendes Vorstandsmitglied des von den Eheleuten begründeten Instituts zur Erforschung der spinalen Kinderlähmung in Hamburg. 1966 wurde sie an der medizinischen Fakultät der Universität Hamburg Honorarprofessorin, 1969 Professorin.

## Heinrich-Pette-Institut
Die Gründung „seines“ Forschungsinstituts wurde durch eine Spende des Hamburger Kaufmanns Philipp F. Reemtsma ermöglicht. Nach dem Tod seines an Kinderlähmung erkrankten Sohnes vermachte er 1943 Pette, der den Sohn behandelt hatte, eine Million RM für Forschungsarbeiten auf dem Gebiet der spinalen Kinderlähmung. Die Arbeiten begannen 1948. 1951 wurde ein Teil der Reemtsmaschen Spende dazu verwandt, auf dem Gelände des UKE ein Tierhaus für experimentelle virologische Studien an Affen zu erbauen. 1952 wurde neben dem Tierhaus ein vom Hamburger Staat finanziertes Laboratoriumsgebäude mit Abteilungen für Neuropathologie, Virologie, Immunologie und Biochemie errichtet. Ein besonderes Anliegen war die Zusammenarbeit zwischen Mitarbeitern der Klinik und den vorwiegend in der Grundlagenforschung tätigen Wissenschaftlern des Instituts. Das Institut erhielt den Namen „Stiftung zur Erforschung der spinalen Kinderlähmung und der multiplen Sklerose“. Nach seinem Tode wurde es in „Heinrich-Pette-Institut für Experimentelle Virologie und Immunologie“ umbenannt. Seit 2011 hieß das Institut „Heinrich-Pette-Institut, Leibniz-Institut für Experimentelle Virologie“.
2021 wurde aufgrund eines Gutachtens im Auftrag des HPI durch die Historiker Axel Schildt († 2018), vormals Direktor der Forschungsstelle für Zeitgeschichte in Hamburg (FZH), sowie Malte Thießen festgestellt: Heinrich Pette, Facharzt für Neurologie, war als Gutachter an Erbgesundheitsverfahren im Sinne des Gesetzes zur Verhinderung erbkranken Nachwuchses beteiligt. Ferner ist von einer Mitwisserschaft Heinrich Pettes von „Euthanasie“-Verbrechen auszugehen, Kontakte zu einem nach 1945 unter falscher Identität praktizierenden Haupttäter, Werner Heyde, von Krankenmorden waren 1961 Gegenstand eines Untersuchungsausschusses des Schleswig-Holsteinischen Landtags. Das Institut bevorzugte daher seit 2021 aufgrund der Vergangenheit Pettes die Bezeichnung „Leibniz-Institut für Experimentelle Virologie“ (HPI).
Im Mai 2022 erfolgte die Umbenennung in Leibniz-Institut für Virologie (LIV).

## Auszeichnungen
Heinrich Pette wurde 1957 das Große Bundesverdienstkreuz, die Wilhelm-Erb-Denkmünze (1939), die Max-Nonne-Denkmünze (1961) und die Medaille für Kunst und Wissenschaft der Freien und Hansestadt Hamburg (1963) verliehen. Er war ab 1940 Mitglied und jahrelang Senator der Deutschen Akademie der Naturforscher Leopoldina in Halle, Ehrenmitglied und Ehrenpräsident der Deutschen Gesellschaft für Neurologie und der Deutschen Gesellschaft für Neurochirurgie sowie Ehrenmitglied der Deutschen Gesellschaft für Innere Medizin und der American Neurological Association. 1943 wurde Pette zum Ehrenmitglied der Gesellschaft bulgarischer Neurologen und Psychiater in Sofia ernannt.
Die Deutsche Gesellschaft für Neurologie vergab bis 2018 den mit 10.000 Euro dotierten Heinrich-Pette-Preis. Bereits 2014 hatte das Heinrich-Pette-Institut selbst ein (zweites) Gutachten zu Pettes nationalsozialistischer Vergangenheit aufgrund der wenig erschlossenen Quellenlage in Auftrag gegeben, das 2020 erschien.
Bis zuletzt im Jahr 2020 ehrte das Leibniz-Institut für Virologie jährlich eine herausragende Wissenschaftlerin oder einen herausragenden Wissenschaftler von hohem internationalem Rang für erbrachte Forschungsleistungen mit der nach Pette benannten „Heinrich-Pette-Lecture“. Diese Praxis wurde 2021 aufgrund der Nationalsozialistischen Vergangenheit von Pette beendet.